# Braç de gitano

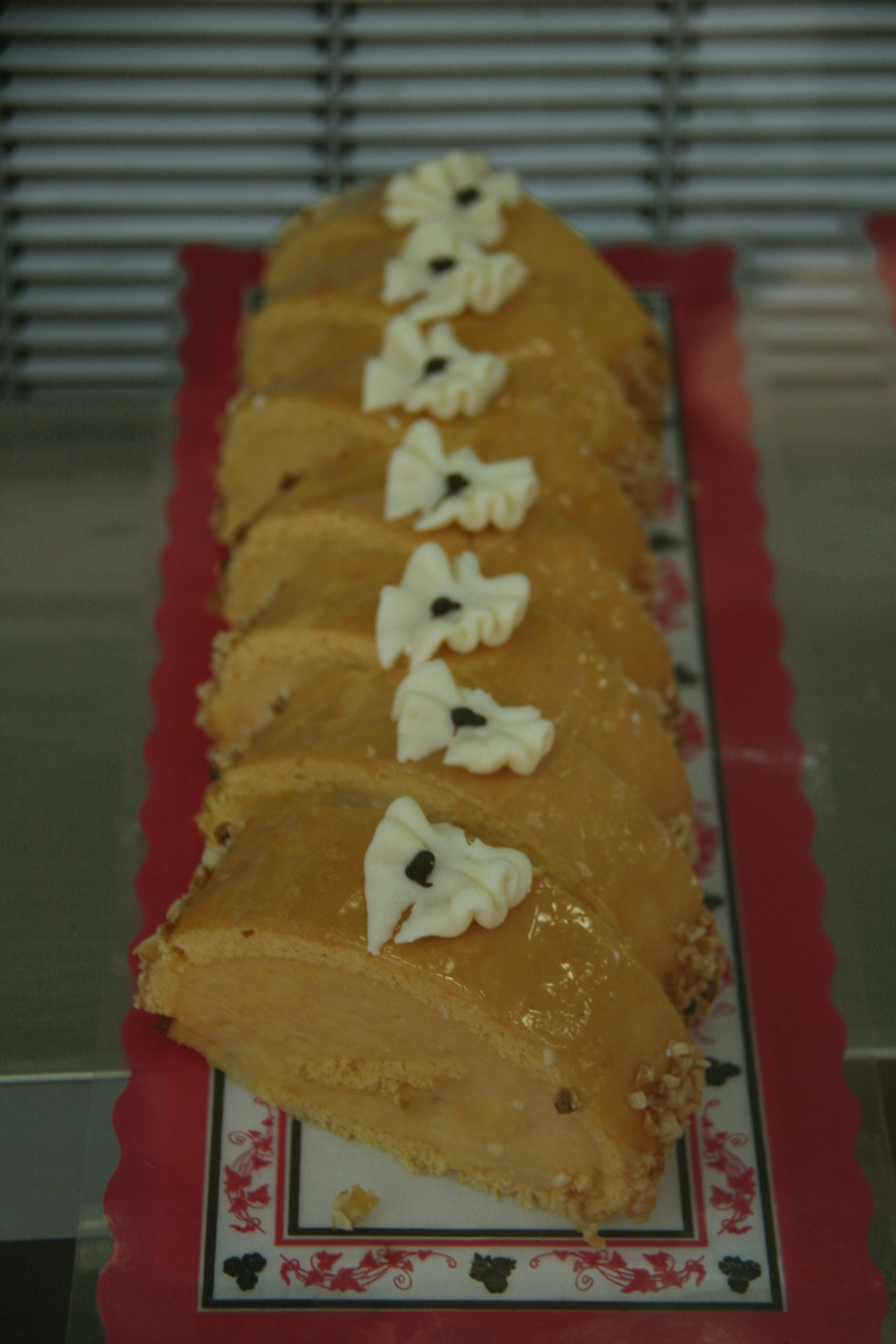
Braç de gitano de crema

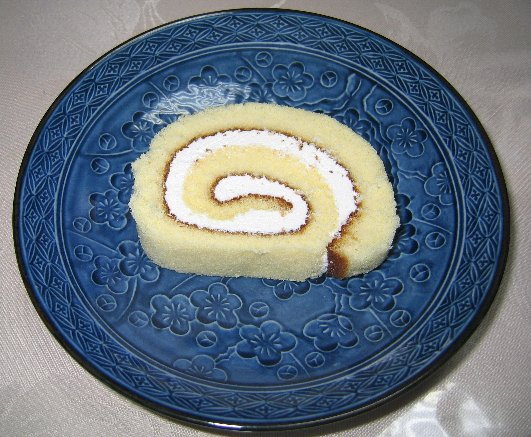
Tall prim d'un braç de gitano de la Xina

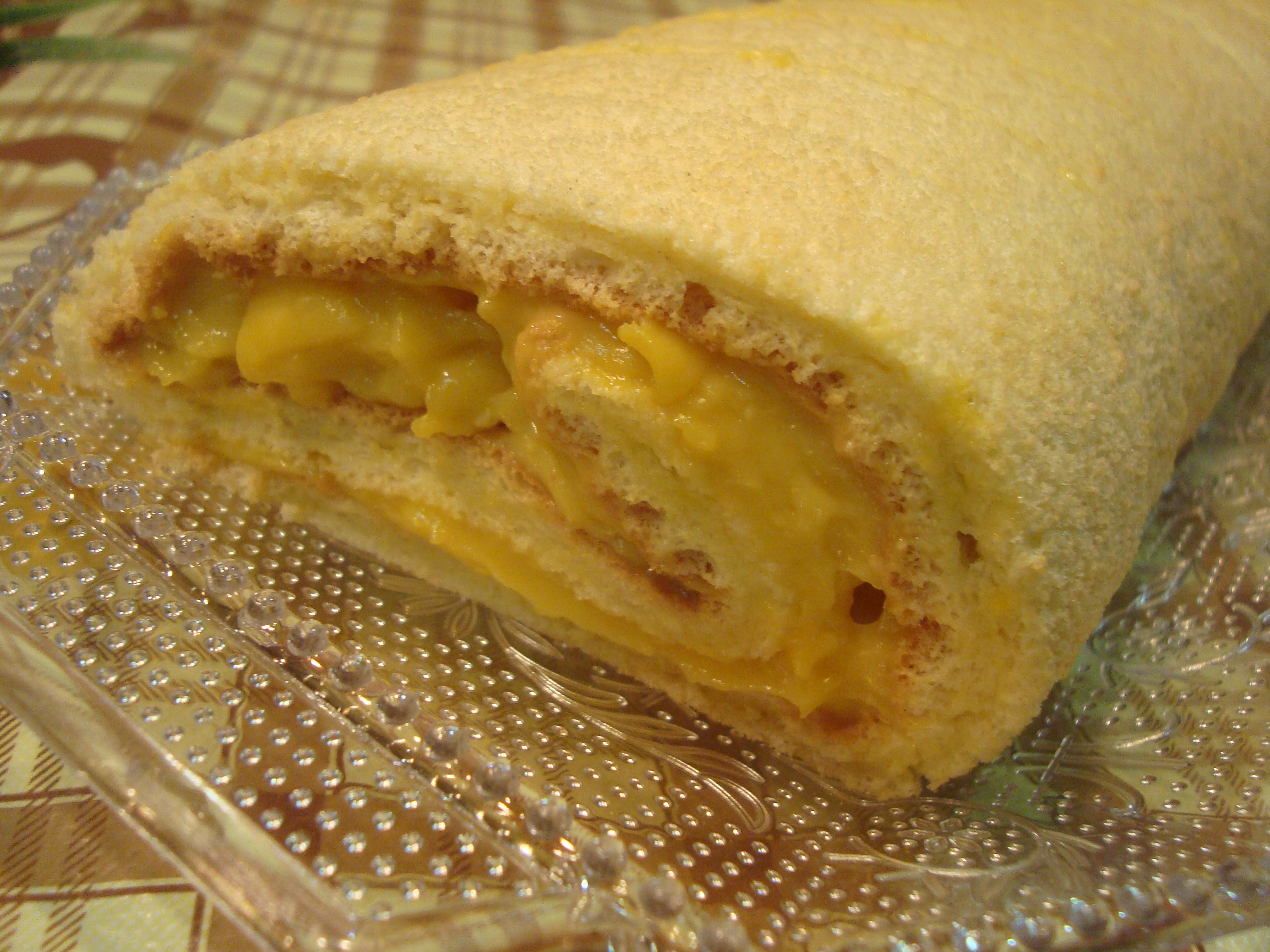
Braç de gitano

El braç de gitano és un pastís de forma cilíndrica farcit tradicionalment amb crema més espessa tot i que actualment també ho pot ser de xocolata o nata, per exemple, i cobert, a la cuina catalana, tradicionalment de sucre glas, encara que se'n poden fer variants amb melmelada, confitura de rovell d'ou, merenga o xocolata.

## Preparació
S'elabora partint d'una secció rectangular plana d'una massa esponjosa de pa de pessic prima prèviament cuita, que es cobreix amb una capa gruixuda de crema, finalment enrotllada de manera que agafi la forma de cilindre. Els ingredients de la massa són farina de blat refinada, ou, sucre blanc refinat i aigua. Normalment es cobreix amb sucre de llustre que es fa caramel·litzar, ans que també són comuns els braços de gitano ensalgats amb sucre en pols i amb ametlla torrada picada.
Es conserva refrigerat, però al moment de servir cal que no estigui congelat perquè la nata no quedi massa dura.
Tradicionalment aquest pastís es menja per postres en reunions familiars, reunions d'amics i amb motiu de grans ocasions com a colofó d'una bona trobada. A Catalunya, especialment a l'àmbit rural, els braços de gitano eren les postres que protagonitzaven totes les sortides al camp per fer algun berenar que coincidia amb alguna celebració.

## Origen del nom
L'origen del nom d'aquest plat dolç potser rau en la seva forma cilíndrica, de dimensions comparables a l'avantbraç d'una persona. La cobertura de rovell d'ou cremada li fa prendre un aspecte morenet com el braç d'una persona de l'ètnia gitana. Una altra teoria diu que als calderers gitanos que treballaven reparant o venent utensilis a les pastisseries de Barcelona del segle xix, els donaven retalls de les sobres de pa de pessic, enrotllats amb crema o nata a dintre, i que se l'emportaven sota el braç, fins que el producte es va popularitzar com unes postres econòmiques.
La manera d'anomenar aquest pastís no és totalment original. En anglès, el nom popular del "jam-roly poly", una pastisseria molt similar, és "dead-man's arm" (braç d'home mort), car té melmelada de maduixa o de gerds en lloc de la nata. Una preparació semblant però amb crema es diu swiss roll (rotlle suís), malgrat que un origen suís és improbable.

## Braç de gitano de Santa Àgueda
A Santa Àgueda màrtir li van tallar els pits amb unes tenalles i per això va passar a representar al món cristià català l'advocada de les dones, en especial les que estan en època de lactància. El 5 de febrer les dones celebraven l'efemèride, amb un ball amb festa, i era tradició que hi sortegessin dos grans braços de gitano. Un estava farcit de crema de Sant Josep, mentre que l'altre només tenia crema als dos extrems, de manera que tenia el mateix aspecte que l'anterior, però estava farcit de cotó o de tela xarpellera. La persona a qui li tocava el braç amb sorpresa era la riota de tots els assistents.

## Variants
Actualment, a les pastisseries hom troba sovint braços de gitanos molt petits. Aquestes versions nanes del conegut pastís són varietats comercials relativament recents, creades per al consumidor individual.
Una variant del braç de gitano típica de la cuina del Barcelonès és el "braç cremat", un braç de gitano farcit amb crema cremada en lloc de nata. Similarment hi han també braços de gitano farcits de xocolata o trufa (nata batuda aromatitzada i acolorida amb xocolata fosa).
El pastís més semblant al braç de gitano català és el 卷蛋糕 o 蛋卷 de la Xina que també ve farcit amb nata, ans que amb una capa no tan gruixuda. La versió de xocolata es coneix amb el nom de 朱古力蛋卷.
A altres països i cultures hi ha pastissos similars, com el "Swiss roll" anglès o el ja esmentat roly-poly, així com el gâteau roulé o bras de Vénus a França, el biscotto arrotolato a Itàlia i la torta a Portugal. A la Catalunya del Nord, se'n diu en francès bras de venus en lloc de bras de gitano a causa del políticament correcte per esguard exagerat envers la comunitat gitana, que hi és força present. Hi és considerat part de la cuina catalana autòctona.
Aquests, però, venen generalment farcits amb una capa de melmelada relativament prima.
Cal dir que actualment també es fan plats amb el nom de "braç de gitano" que tenen poc a veure amb la pastisseria dolça, llevat de la forma i qualque semblança en el procés de preparació.

## Pastissos similars
- Sant Marc: Pastís fet de capes de pa de pessic amb nata al mig i cobert de rovell d'ou caramel·litzat o cremat. N'hi ha variants amb una capa de trufa o de crema i també d'altres cobertes amb ametlles i sucre en pols.